# Pilucho
El pilucho es una prenda de vestir para bebés creada por la diseñadora de moda chilena Susana Duniau.

## Historia
Susana Duniau (n. 1919), quien se trasladó con sus padres a Francia en 1922, regresó a Chile en 1945 tras el fin de la Segunda Guerra Mundial. En Quillota conoció a Enrique Brito, con quien se casó y tuvo cinco hijos. Con Brito, que tenía conocimientos del área textil, fundó una empresa de ropa de bebé llamada Opaline.
Madre de gemelas, creó una prenda para afirmar el pañal y abrigar a las bebés. Lo patentó en el Ministerio de Economía y Comercio, y fue bautizado con el chilenismo sinónimo de «desnudo», pues se coloca sobre la piel. Durante los años 1970, empezó a exportarse a Estados Unidos y Europa.